# 첨단과학관

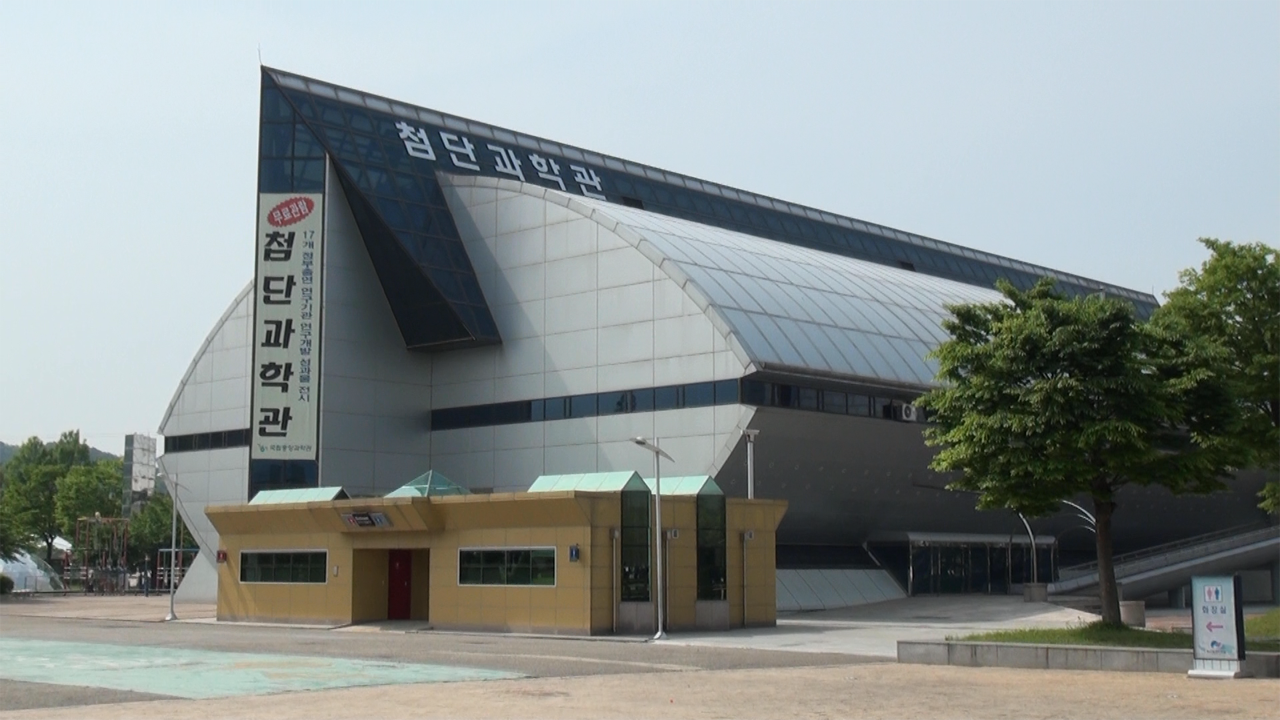
첨단과학관 전경

첨단과학관은 국가 연구개발 성과의 체계적인 홍보와 전시를 위하여 교육과학기술부 국립중앙과학관에서 대전엑스포과학공원 내에 위치한 도약관을 리모델링해 개장한 전시관으로 대덕연구개발특구내 17개 정부출연연구기관의 연구성과물을 한 곳에 모아놓은 전시관이다.대전엑스포 당시에는 정부관이라는 이름으로 운영하였다.

## 참여 연구기관
- 한국전자통신연구원 (ETRI)
- 한국항공우주연구원 (KARI)
- 한국해양연구원 (KORDI)
- 한국표준과학연구원 (KRISS)
- 한국원자력연구원 (KAERI)
- 핵융합연구센터 (NFRC)
- 한국전기연구원 (KERI)
- 한국생명공학연구원 (KRIBB)
- 국가수리과학연구소 (NIMS)
- 한국기계연구원 (KIMM)
- 한국에너지기술연구원 (KIER)
- 한국지질자원연구원 (KIGAM)
- 한국천문연구원 (KASI)
- 한국한의학연구원 (KIOM)
- 한국과학기술정보연구원 (KISTI)
- 한국기초과학지원연구원 (KBSI)
- 한국화학연구원 (KRICT)

## 연혁
- 2005. 02. 01   첨단과학관 건립 사업추진 기본계획 수립
- 2005. 04. 06   첨단과학관 건립 사업 승인(과학기술부)
- 2005. 05. 28   첨단과학관 건립을 위한 설계경기
- 2006. 01. 27   첨단과학관 기본 및 실시설계
- 2006. 12. 30   첨단과학관 리모델링 및 기본전시품 설치
- 2007. 04. 30   첨단과학관 연구성과 전시품 설치
- 2007. 04. 27   첨단과학관 개관

## 관람안내
- 관람시간 오전 9시 30분 ~ 오후 5시 30분
- 휴관일 매주 월요일
- 관람료 무료

## 참고자료
- 엑스포과학공원 보관됨 2005-11-24 - 웨이백 머신
- 국립중앙과학관 첨단과학관